# Pomatoschistus tortonesei
Pomatoschistus tortonesei — вид риб з родини Gobiidae. Поширений у Середземному морі: Марсала, Сицилія і в західній Лівії (Лагуна Фарва). Зустрічається у лагунах, солонуватих і гіпергалинних, на піщаних мілинах серед заростей морських рослин. Живиться дрібними ракоподібними і гастроподами.